# Qualificazioni al campionato europeo maschile di calcio 1980 - Gruppo 6

## Classifica
| Pos | Squadra          | Pti | G | V | N | P | GF | GS | DR |
| --- | ---------------- | --- | - | - | - | - | -- | -- | -- |
| 1   | Grecia           | 7   | 6 | 3 | 1 | 2 | 13 | 7  | +6 |
| 2   | Ungheria         | 6   | 6 | 2 | 2 | 2 | 9  | 9  | 0  |
| 3   | Finlandia        | 6   | 6 | 2 | 2 | 2 | 10 | 15 | -5 |
| 4   | Unione Sovietica | 5   | 6 | 1 | 3 | 2 | 7  | 8  | -1 |

## Risultati
| Data              | Luogo     | Squadra 1        | Risultato | Squadra 2        |
| ----------------- | --------- | ---------------- | --------- | ---------------- |
| 24 maggio 1978    | Helsinki  | Finlandia        | 3 - 0     | Grecia           |
| 20 settembre 1978 | Helsinki  | Finlandia        | 2 - 1     | Ungheria         |
| 20 settembre 1978 | Erevan    | Unione Sovietica | 2 - 0     | Grecia           |
| 11 ottobre 1978   | Budapest  | Ungheria         | 2 - 0     | Unione Sovietica |
| 11 ottobre 1978   | Atene     | Grecia           | 8 - 1     | Finlandia        |
| 29 ottobre 1978   | Salonicco | Grecia           | 4 - 1     | Ungheria         |
| 2 maggio 1979     | Budapest  | Ungheria         | 0 - 0     | Grecia           |
| 19 maggio 1979    | Tbilisi   | Unione Sovietica | 2 - 2     | Ungheria         |
| 4 luglio 1979     | Helsinki  | Finlandia        | 1 - 1     | Unione Sovietica |
| 12 settembre 1979 | Atene     | Grecia           | 1 - 0     | Unione Sovietica |
| 17 ottobre 1979   | Debrecen  | Ungheria         | 3 - 1     | Finlandia        |
| 31 ottobre 1979   | Mosca     | Unione Sovietica | 2 - 2     | Finlandia        |